# 10730 White
10730 White eller 1987 SU är en asteroid i huvudbältet som upptäcktes den 19 september 1987 av den amerikanske astronomen Edward L.G. Bowell vid Anderson Mesa Station. Den är uppkallad efter den amerikanska astronomen Nathaniel Miller White.
Asteroiden har en diameter på ungefär 4 kilometer.